# Геттарда великолепная
Геттарда великолепная (лат. Guettarda speciosa) — кустарник или небольшое дерево, типовой вид рода Геттарда (Guettarda) семейства Мареновые (Rubiaceae). Встречается в прибрежных средах обитания в тропических районах Тихого океана, включая побережье центрального и северного Квинсленда и Северной территории в Австралии и на островах Тихого океана, включая Микронезию, Французскую Полинезию и Фиджи, Малайзию и Индонезию, Мальдивы и восточное побережье Африки. Растение достигает высоты до 6 м, имеет ароматные белые цветки и крупные зелёные листья с заметными прожилками. Растёт на песке выше линии прилива.

## Ботаническое описание
Геттарда великолепная — многолетний кустарник или небольшое дерево высотой 2-6 м и шириной 1-3 м с гладкой кремово-серой корой. Крупные листья овальной формы длиной 15-23 см и шириной 10-18 см. Листья тёмно-зелёные и гладкие сверху с выступающими более светлыми жилками, снизу тонко опушённые. Цветёт с октября по май. Цветки белые ароматные длиной 2,5-3 см с 4-9 лепестками. Сладкие шаровидные твёрдые плоды размером 2,5-2,8 см × 2,2-2,5 см созревают с сентября по март.

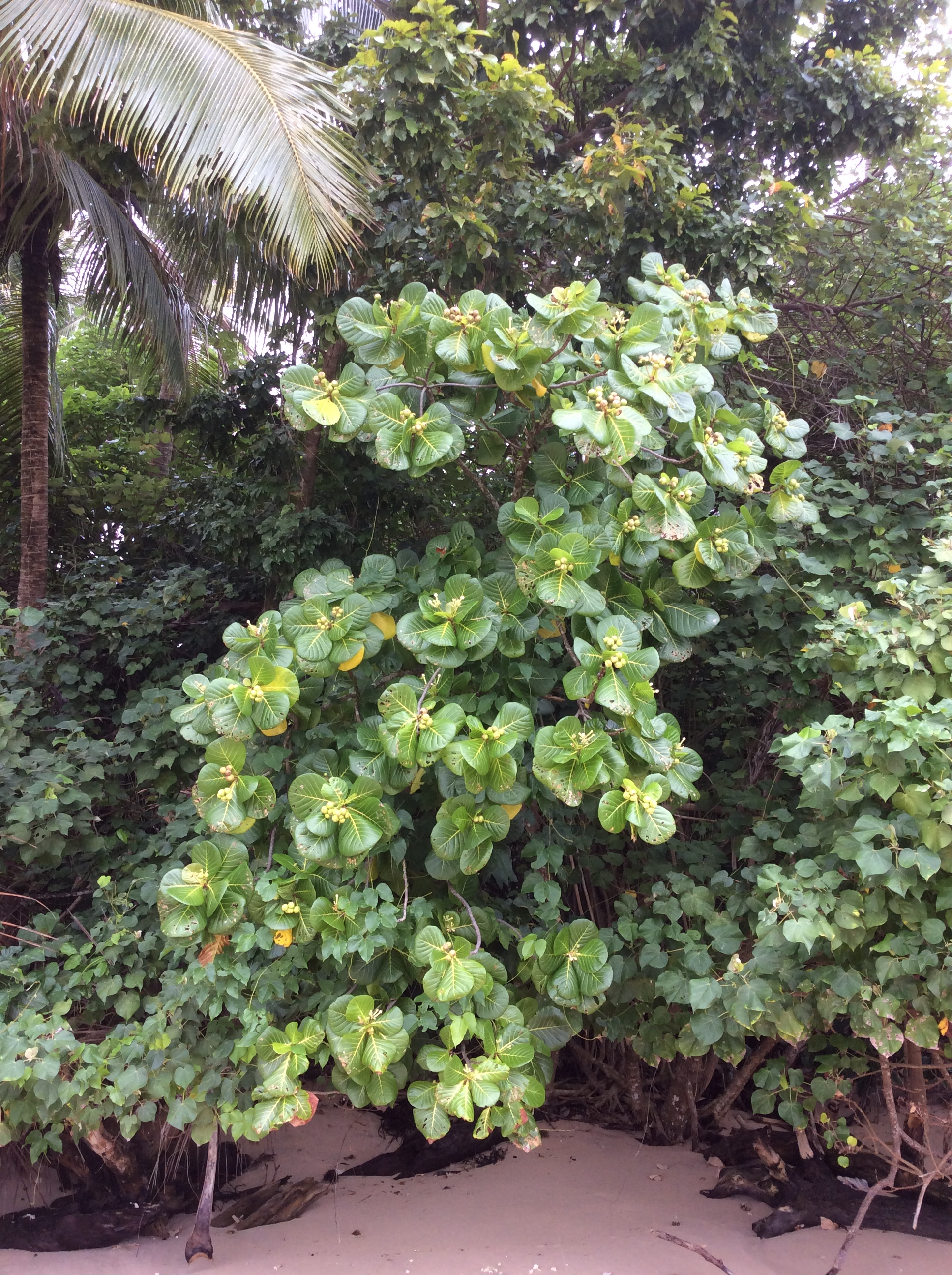
Общий вид
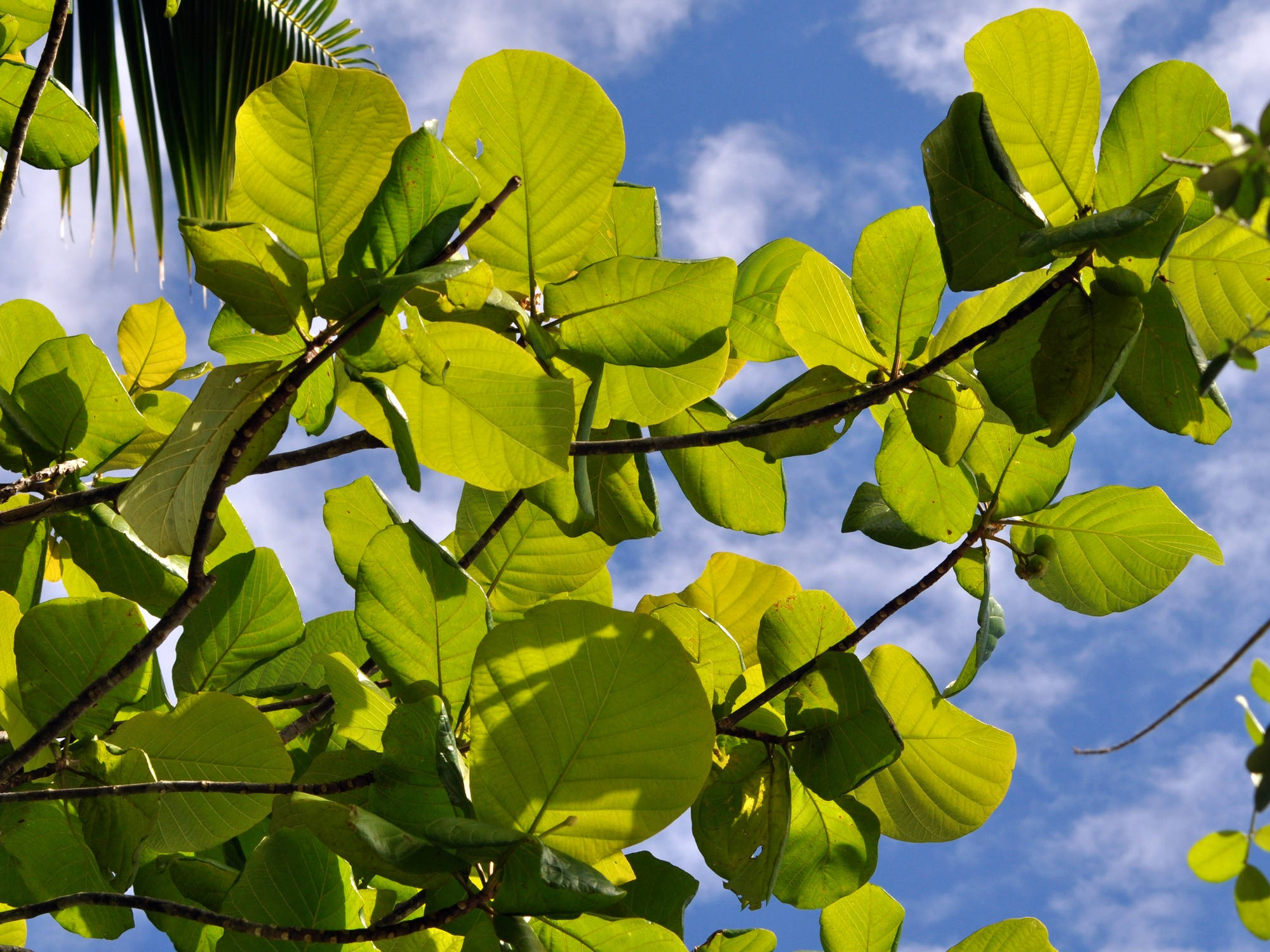
Листья
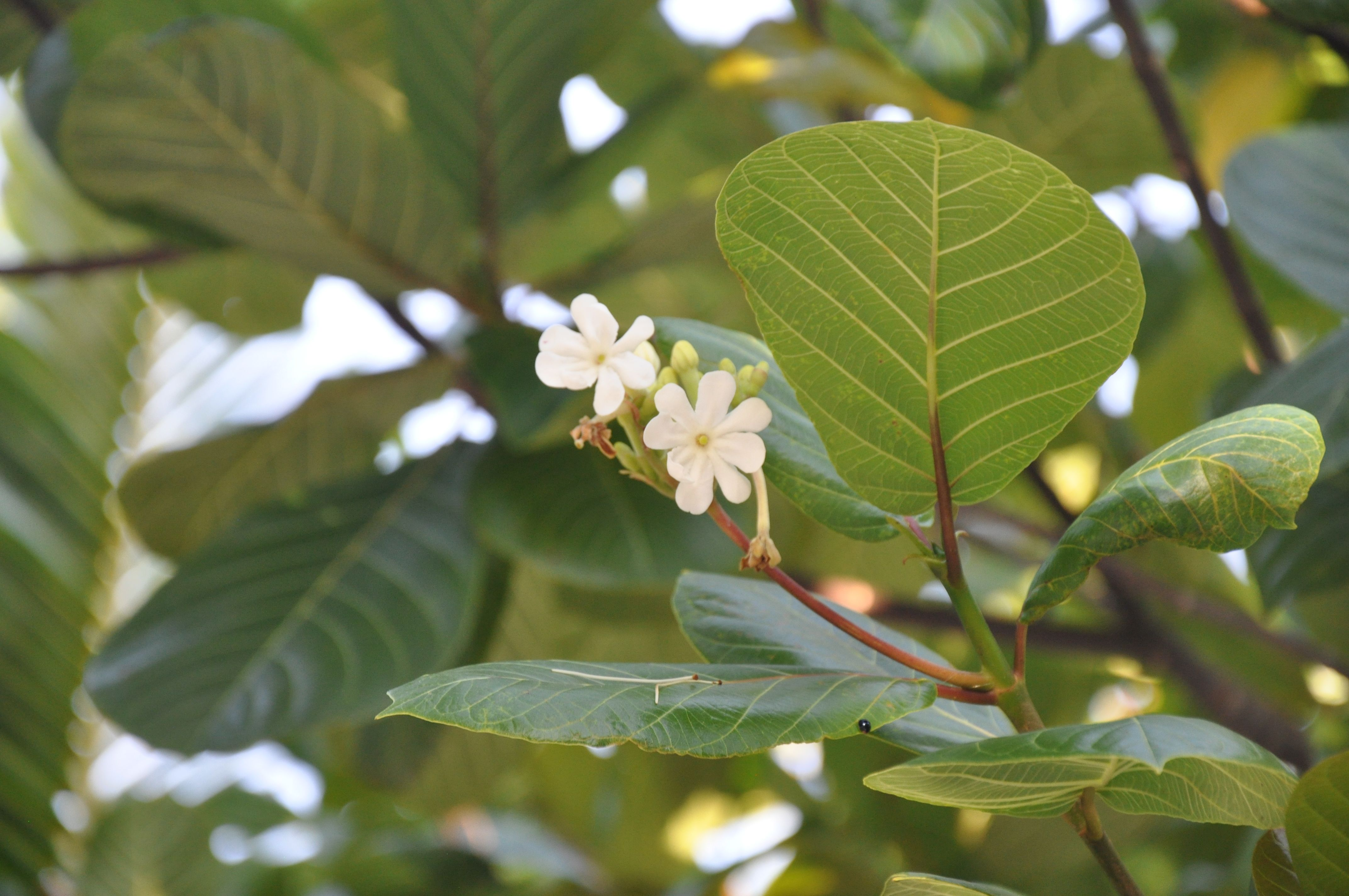
Цветки
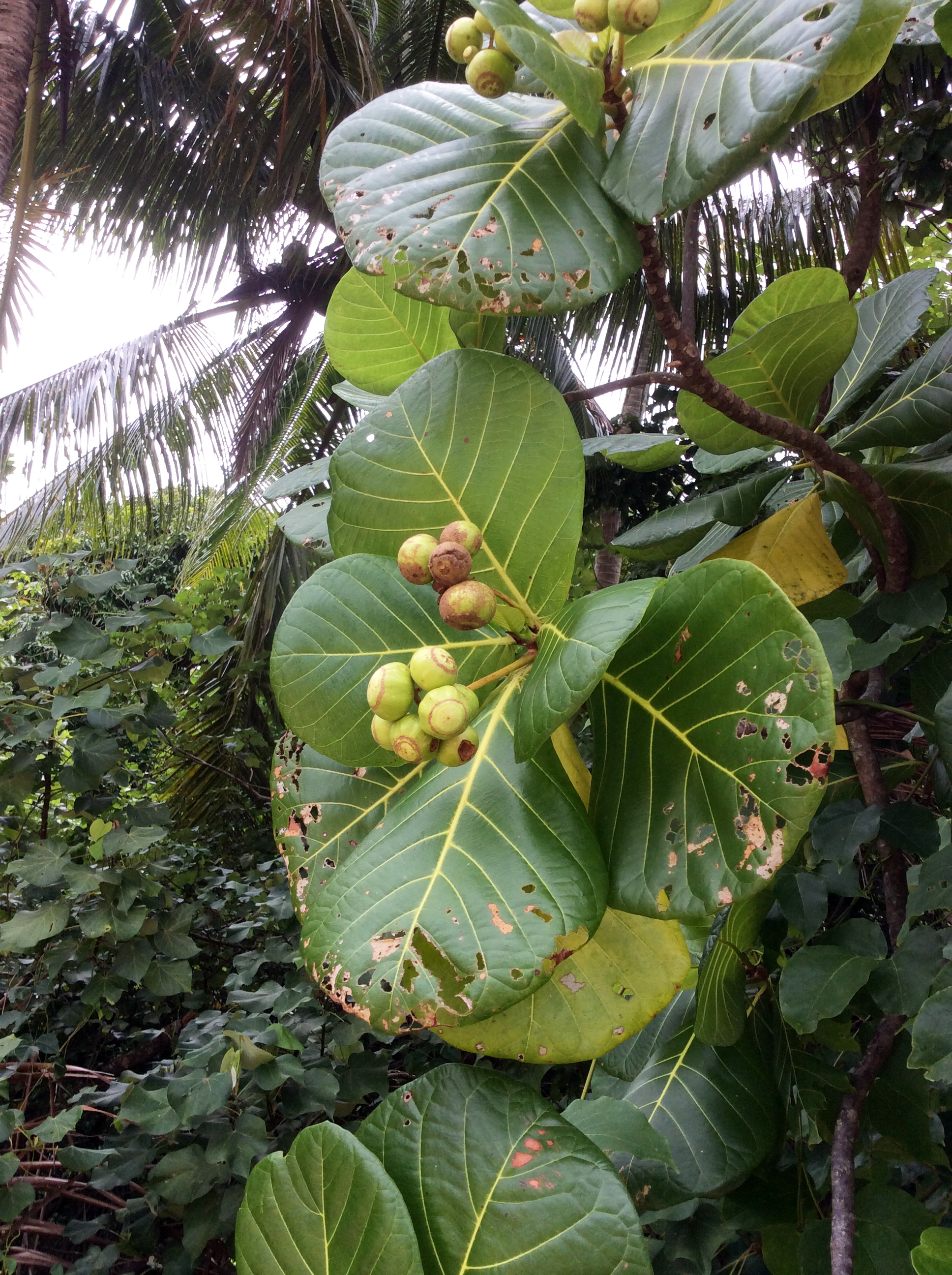
Плоды

## Таксономия

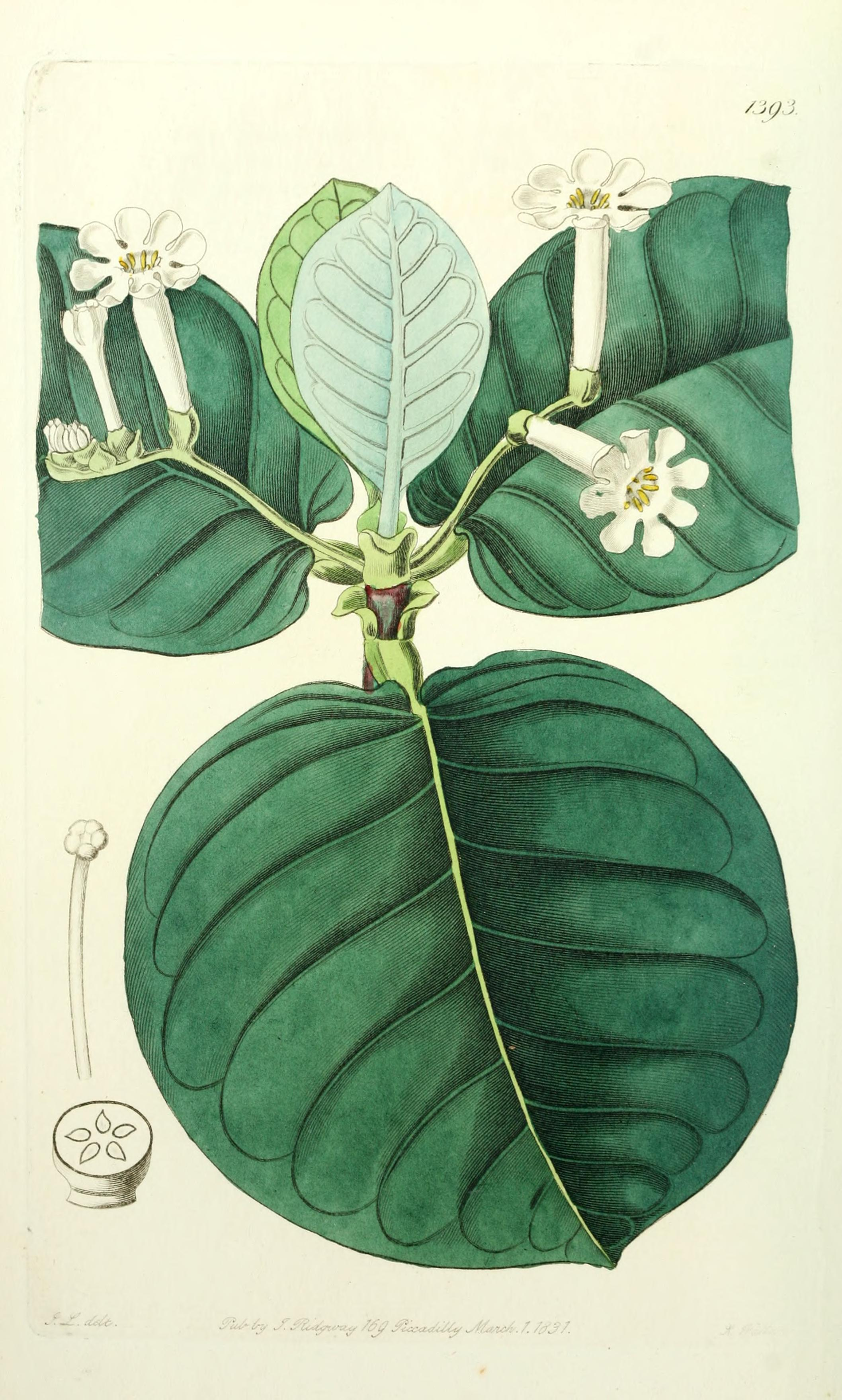
Guettarda speciosa. Иллюстрация 1831 года

Вид Guettarda speciosa впервые был описан Карлом Линнеем во 2-м томе его Species plantarum в 1753 году, в котором Линней называет Яву как родину вида. Род был назван в честь французского натуралиста XVIII века Жана-Этьена Геттара. Видовой эпитет — от латинского speciosus, что означает «эффектный». Типовой вид рода геттарда. Хотя все родственные виды происходят из Неотропики, геттарда великолепная широко расселилась по тропическим местам обитания по всему миру.

## Распространение и местообитание

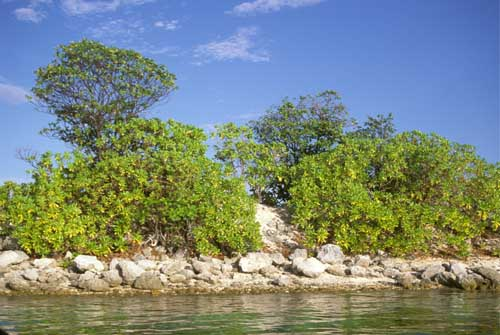
Scaevola taccada и Guettarda speciosa на берегу атолла Нанумеа (Тувалу)

Геттарда великолепная встречается в прибрежных средах обитания в тропических районах Тихого океана, включая побережье центрального и северного Квинсленда и Северной территории в Австралии, на островах Тихого океана, включая Микронезию, Французскую Полинезию и Фиджи, в Малайзии, Индонезии, на Мальдивах и на восточном побережье Африки в Кении и Танзании. Произрастает на пляжах и песчаном побережье выше линии прилива.

## Биология
Цветки геттарды великолепной раскрываются ночью, что предполагает, что они опыляются ночными бабочками. Известно, что на острове Рождества цветки растения посещает белоглазка Zosterops natalis, а наземный краб Gecarcoidea natalis поедает упавшие плоды.

## Охранный статус
Международный союз охраны природы классифицирует природоохранный статус вида как «вызывающий наименьшие опасения».

## Использование
Коренные жители северной Австралии по-разному использовали большие листья; в них заворачивали пищу, а горячие листья применяли для облегчения головных болей и ломоты в конечностях. Из стволов делали трубки. На Островах Кука цветки использовались для ароматизации кокосового масла, а древесина использовалась для изготовления жилищ и каноэ.

## Культивирование
Это полезное растение для посадки на берегу моря в тропическом климате. Для успешного выращивания геттарды великолепной необходимы солнечный свет и хорошо дренированная почва. Размножение, однако, сложное, так как оно происходит семенами, прорастание которых может занять несколько месяцев.